# Budynek Gimnazjum Polskiego w Gdańsku
Budynek Gimnazjum Polskiego w Gdańsku, wcześniej: Koszary Zaroślak, (niem. Kaserne Petershagen) –  budynek niemieckich koszar w Gdańsku, w Śródmieściu, na Zaroślaku. W czasach Wolnego Miasta Gdańska miało w nich siedzibę Gimnazjum Polskie.

## Opis obiektu
Budynek przy ulicy Jana Augustyńskiego 1. w Gdańsku został wzniesiony najprawdopodobniej w trakcie I wojny światowej dla jednostki niemieckich wojsk łączności. Po roku 1920 nastąpiła demilitaryzacja Gdańska w związku z powstaniem WMG, w wyniku czego budynek stracił funkcję wojskową. Został następnie przekazany Polsce na siedzibę Gminy Polskiej, lecz już w 1922 budynek zmienił funkcję na siedzibę Gimnazjum Polskiego w WMG. W latach 1936–1938 budynek został rozbudowany o boczne skrzydło. Wewnątrz umieszczono fresk „Niebo Polskie”.  Szkoła zawiesiła działalność w przeddzień wybuchu II wojny światowej. Budynek został splądrowany i zajęty przez wojsko niemieckie 1 września 1939, następnie zakwaterowano w nim mieszkańców Nowego Portu ewakuowanych w związku z walkami o Westerplatte. W trakcie wojny mieściła się tutaj siedziba niemieckiego okręgu wojskowego. Gmach uniknął poważniejszych zniszczeń wojennych. Od 1945 do 2013 budynek ponownie mieścił placówki oświatowe, m.in. Centrum Kształcenia Ustawicznego. W 2014 gmach przejął Urząd Marszałkowski Województwa Pomorskiego. W 2018 zrekonstruowano zniszczony przez Niemców fresk. Obiekt wpisany jest do gminnej ewidencji zabytków miasta Gdańska.